# پیلار رودان
پیلار رودان (انگلیسی: Pilar Roldán؛ زادهٔ ۱۸ نوامبر ۱۹۳۹) ورزشکار شمشیربازی اهل مکزیک است.
وی در مسابقات کشوری و بین‌المللی در مجموع برندهٔ ۱ مدال نقره شده‌است.